# فيلا سان جيوفاني
هي مدينة تقع في مقاطعة ريدجو كالابريا في إيطاليا . عام 2010 كان عدد سكانها 13747.

## السكان
في سنة 1861 بلغ عدد السكان 6٬512 نسمة، وتطور العدد ليصل في سنة 2011 لـ 13٬395 نسمة.
يظهر هذا المخطط البياني تطور النمو السكاني لـ فيلا سان جيوفاني

## الجغرافيا
وهي تقع على ساحل مضيق مسينا، التي تواجه مدينة ميسينا عبر مضيق ضيق . تقع في منطقة بونتا بيزو وأقرب نقطة إلى صقلية . و تحتوي على منارة بارزة .

## النقل
تربط فيلا سان جيوفاني و ميسينا ، بما في ذلك قطار المغادرين من محطة السكة الحديد الرئيسية و أيضا تخدم المدينة من قبل الطريق السريع A3 نابولي-ريجيو كالابريا .

## صور

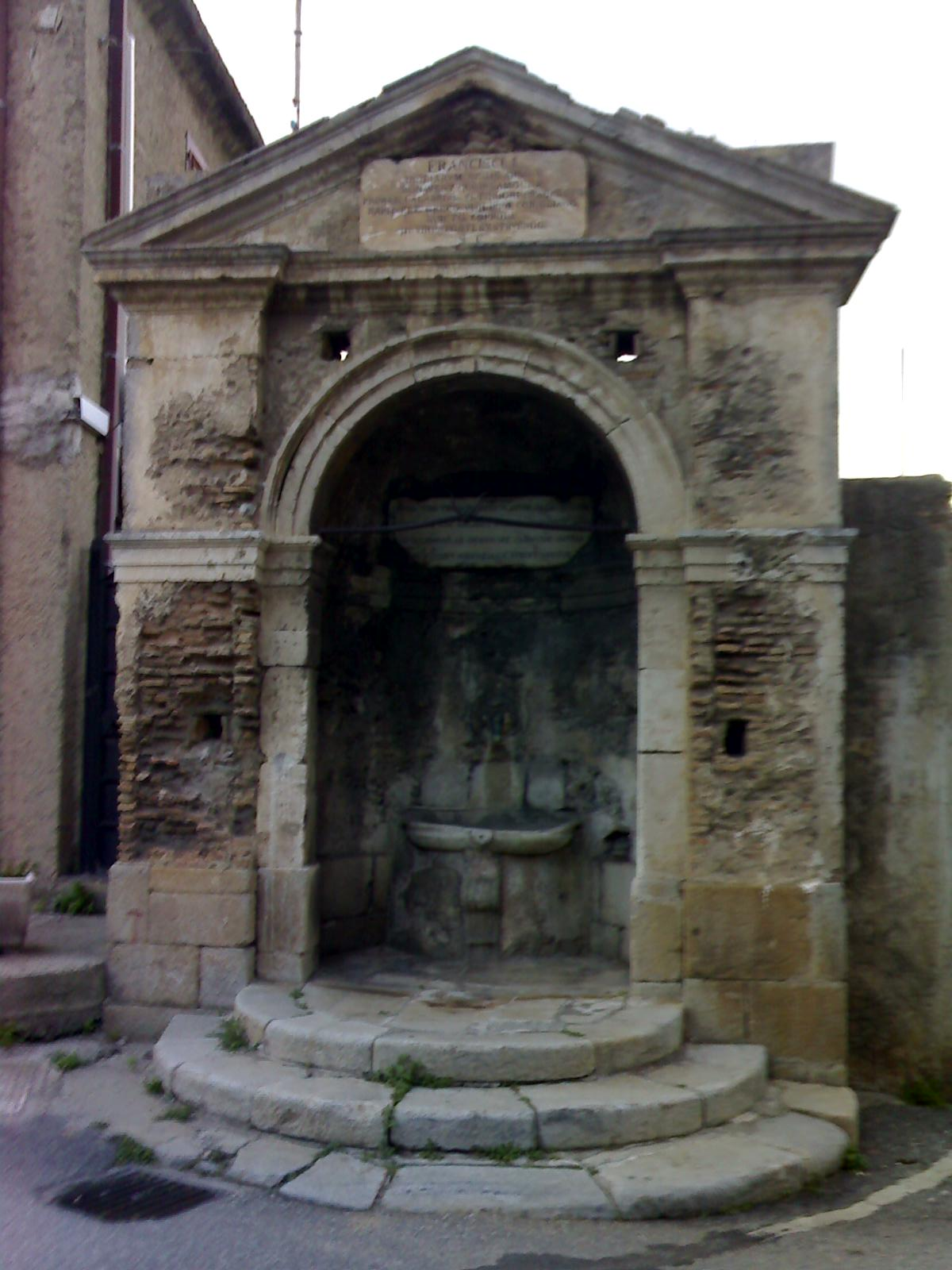
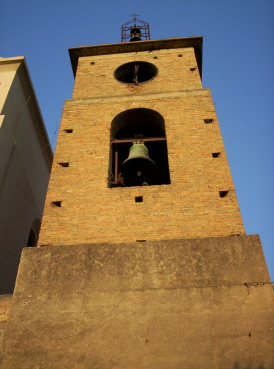
كنيسة